# 初めて恋をした日に読む話
『初めて恋をした日に読む話』（はじめてこいをしたひによむはなし）は、持田あきによる日本の漫画作品。『Cookie』（集英社）2016年7月号より連載している。
中学・高校時代は優等生でありながら、東大受験に失敗したことから転落人生を歩む予備校講師の女性が、不良男子高校生の東大合格への指導をきっかけに自分の人生のリベンジを図り、奮闘していく物語である。
2019年1月15日より同年3月19日までTBSテレビ系でテレビドラマ化された。
2020年9月時点で累計発行部数は250万部を突破している。

## あらすじ
4流の予備校教師である春見順子は、中学・高校時代は優等生であった。しかし、東京大学受験の失敗から、就職も婚活もことごとく失敗し、そのおかげで一緒に暮らしている母親ともかなり険悪な関係になっている。そんな中で超のつく低レベルな高校に通う、髪の毛をピンク色に染め上げた不良高校生である由利匡平の父から東大合格への指導を頼まれる。しかし順子は、父に馬鹿にされる匡平の姿に、かつて母の期待に応えられなかった自分と重なり、「私のようになるな」と思わず一蹴してしまう。その順子に心を打たれた匡平は、自分とさらに予備校も侮辱する父親を見返すため、自ら順子に東京大学受験への指導を申し出、二人の崖っぷちからの東大合格奮闘劇が始まった。

## 登場人物
春見順子（はるみ じゅんこ）
4流の予備校に勤める塾講師。中学・高校時代は優等生であったが、東京大学受験に失敗して以降、就職試験、婚活など人生の岐路で失敗し続けている適齢期女子。そんな順子の予備校にやって来た不良高校生・由利の父の態度に腹を立て、何がなんでも彼を東大合格させようと躍起になる。
教育する立場を弁えており、生徒とは「メアド交換」「寝泊まり」などのなれ合いをキッチリお断りする真面目な性格。
学生時代ずっと勉強一筋だったため恋愛には疎いが、匡平には自分と同じ思いはさせまいと講師として特別な愛情を注ぐ。匡平の仲間から「ずんこ」と呼ばれている。
由利匡平（ゆり きょうへい）
頭髪をピンクに染めた、超がつくほどの低レベルな高校に通う不良高校生。順子に東京大学に合格できるように指導してほしいと申し出る。不良仲間の中ではリーダー格の大人びたイケメン。熱心に指導してくれる順子に次第に惹かれていくが、高校生という立場から18歳の誕生日を迎えるまで自分の気持ちを告げないと心に決めている。
八雲雅志（やくも まさし）
順子の従兄弟で幼馴染。東大にストレート合格し、就職先は年に3ケタは海外出張する一流企業という、いわゆる「出来る男」。順子に中学時代からずっと片想いしている。
山下一真（やました かずま）
匡平が通う高校の教師であり、匡平のクラス担任を務める。順子、雅志とは高校時代の同級生で元不良。順子から一時期勉強を教えてもらったことがきっかけで、卒業式に告白するがフラれている。

## 書誌情報

### 漫画
- 持田あき 『初めて恋をした日に読む話』 集英社 〈マーガレットコミックス〉、既刊18巻（2024年12月24日現在）
  1. 2016年11月25日発売[5]、ISBN 978-4-08-845675-1
  2. 2017年5月25日発売[6]、ISBN 978-4-08-845765-9
  3. 2017年9月25日発売[7]、ISBN 978-4-08-845831-1
  4. 2018年2月23日発売[8]、ISBN 978-4-08-845898-4
  5. 2018年5月25日発売[9]、ISBN 978-4-08-844043-9
  6. 2018年9月25日発売[10]、ISBN 978-4-08-844102-3
  7. 2018年12月25日発売[11]、ISBN 978-4-08-844135-1
  8. 2019年2月25日発売[12]、ISBN 978-4-08-844163-4
  9. 2019年7月25日発売[13]、ISBN 978-4-08-844219-8
  10. 2020年1月24日発売[14]、ISBN 978-4-08-844286-0
  11. 2020年5月25日発売[15]、ISBN 978-4-08-844337-9
  12. 2020年11月25日発売[16]、ISBN 978-4-08-844384-3
  13. 2021年5月25日発売[17]、ISBN 978-4-08-844463-5
  14. 2021年11月25日発売[18]、ISBN 978-4-08-844550-2
  15. 2022年5月25日発売[19]、ISBN 978-4-08-844626-4
  16. 2023年1月25日発売[20]、ISBN 978-4-08-844680-6
  17. 2024年5月23日発売[21]、ISBN 978-4-08-843018-8
  18. 2024年12月24日発売[22]、ISBN 978-4-08-843098-0

### 小説
- 原作・イラスト：持田あき、著者：山本瑤 『小説 初めて恋をした日に読む話』 〈集英社オレンジ文庫〉、全1巻
  - 2018年12月18日発売[23]、ISBN 978-4-08-680230-7

## テレビドラマ
2019年1月15日から3月19日までTBSテレビ系「火曜ドラマ」で放送された。主演は深田恭子。
キャッチコピーは「知らない間に、モテていた!?」。
2020年4月13日から4月24日まで「一挙放送SP」として、夜11時56分（金曜のみ、夜0時20分）から放送された。

### キャスト

#### 主要人物
春見順子（はるみ じゅんこ）〈32〉
演 - 深田恭子（高校時代：永田凜）
三流予備校・山王ゼミナールの講師。
東大卒の大手メーカーの役員の父と、お嬢様私大卒の母の元、幼いころから東大を目指して教育を受けてきた。実際成績はよく、高校までは常に学年トップ、東大模試トップの成績を取りながらも、受験本番でまさかの失敗。全ては東大合格のため、母の期待に応えるために生きてきたゆえに受験失敗から人生の目的を失ってしまう。
本当の恋をしたことがなく、「好きって何?」な恋愛スキル最低層。
ひょんなことから、髪をピンクに染めた底辺高校の二年生・匡平に出会い、その自由さに心を打たれて、共に東大を目指す。
八雲雅志（やくも まさし）〈32〉
演 - 永山絢斗（高校時代：大越晴護）
順子の従兄弟。
幼い時から順子とは勉強で競い合い、高校までは同じ学校に通っていた。順調に受験勉強が進み、東大にも見事合格。オール優で卒業し大手商社にも就職した。
現在、社内でも花形のエネルギー部門に配属されているエリート商社マン。
一見クールで要領がよく、勉強もスポーツも万能で女性にもモテてきたが、モテてきたがゆえにいつも女性の方からやってくるので、本当に好きな人に自らアプローチすることには慣れておらず、実は恋愛下手。
順子には中学生時代から片思い。今まで何度もアプローチするものの超鈍感な順子には見事にスルーされ続けてきた。一番間近で順子を見てきた、順子の一番の理解者でもある。
由利匡平（ゆり きょうへい）〈16〉
演 - 横浜流星
髪をピンクに染めた不良高校生。名前と九九が書ければ入学できると評判のおバカ高校に通う高校2年生。
父親は文部省の高級官僚。母親を亡くし、父親は仕事ばかりで裕福だが、愛情の欠けた家庭で育った。口数が少なく、何事にも興味がないため、冷めたように見えるが情に篤く、強い意志を秘め、時にバシッと本質を突く言葉を突きつける鋭さを持っている。
世の中つまんねぇ大人ばっかりだ。と大人を冷たい目で見ていて、未来を諦めていたが、父親に啖呵を切る順子と出会い衝撃を受け、順子と共に東大受験を目指すことに。
匡平の静かな恋が、後悔ばかりで恋を知らない大人となった順子を変えてゆく。順子からは「ユリユリ」と呼ばれる。
山下一真（やました かずま）〈32〉
演 - 中村倫也（高校時代：福崎那由他）
順子の高校の同級生で、匡平の担任。順子の人生で唯一告白してくれた男性。
高校時代、教師への反発からグレていたことで、教師たちから目をつけられていた元不良。
大人になり匡平を教えることになった順子と再会。匡平のために一生懸命な姿や、相変わらず恋愛に関しては超鈍感で抜けている順子に再び惹かれてゆく。
ある程度悪いことも挫折も経験していることからこなれた大人な男になっている。
自らのことを自虐的に笑う余裕もあり、ガツガツしたところが無く、格好つけたり自分を大きく見せることなくシレっと女性を褒めることのできるモテる男。

#### 春見家
春見正（はるみ ただし）
演 - 石丸謙二郎
順子の父。東大卒。
春見しのぶ（はるみ しのぶ）
演 - 檀ふみ
順子の母。

#### その他
松岡美和（まつおか みわ）〈32〉
演 - 安達祐実
順子の幼馴染。中学校まで同じ学校に通っていた。現在はキャバクラオーナー。
男勝りの姉御肌だが、本人は順子の方が本当は強くて男前のかっこいい女だと思っている。
雅志の順子への恋の相談に乗り、時に応援するが、匡平の熱い気持ちに気づくとどちらにもフェアに応援する…ように見えるが、ただ楽しんでいるだけにも見える。
山下優華
演 - 星野真里
山下の妻。旧姓は吉川。
もんちゃん
演 - 真凛
美和がオーナーを務めるキャバクラ店「美和」の人気No.1キャバ嬢。歴女。
梅岡道真（うめおか みちざね）〈60〉
演 - 生瀬勝久
順子の勤務する山王ゼミナール塾長。事なかれ主義ののんびりとした人物に見えるが、実は東大出身。厳しくも順子を見守っている。
勅使河原勉（てしがわら つとむ）〈35〉
演 - 髙橋洋
梅岡が大手予備校から大金をはたいて招いた東大合格請負人の異名を持つ人気講師。関西弁のマシンガントークと奇抜なファッションがトレードマーク。
西大井司（にしおおいつかさ）〈27〉
演 - 浜中文一
雅志が務める商社の後輩。雅志のことは仕事面も人間的にも尊敬しているが、一向に進まない順子との関係を案じている。
ゴリさん〈46〉
演 - 皆川猿時
江藤美香（えとう みか）〈17〉
演 - 吉川愛
浅倉女子高2年生。ぶりっ子で好きな人に一途な重めの性格。匡平と合コンで知り合い一目惚れする。なんでも人のせい、男のせいといいがちの「されたられた女」で自分の決断には責任を持ったことがない。順子からは「エトミカ」と呼ばれる。
今井桃（いまい もも）〈17〉
演 - 加藤小夏
浅倉女子高校2年生。江藤美香の友達。
田島さくら（たじま さくら）〈17〉
演 - 黒崎レイナ
浅倉女子高校2年生。江藤美香の友達。
エンドー 〈17〉
演 - 永田崇人
南高校2年生で匡平の仲間。いつも笑顔でお調子者のムードメーカー。
ナラ〈17〉
演 - 堀家一希
南高校2年生で匡平の仲間。短絡的で思ったことはすぐ口にしてしまう。
カブ〈17〉
演 - 櫻井圭佑
南高校2年生で匡平の仲間。食いしん坊で明るく優しいおバカキャラ。
木佐〈17〉
演 - 若林拓也
南高校2年生で匡平の仲間。とっても寡黙な男だが仲間を思う気持ちは人一倍。
牧瀬朋奈（まきせ ともな）〈32〉
演 - 高梨臨
東大受験専門塾「花恵会」の人気講師で、UCL卒の誰もが認めて才色兼備のキラキラ女子。実は順子の同級生で学生時代のころ、いとこである雅志のことが好きで告白するも振られてしまい、順子に嫌がらせをしていた過去を持つ（順子は覚えてなかった）。
安田（やすだ）
演 - 川島明（麒麟）
木下裕二（きのした ゆうじ）
演 - 中野剛
吉川恒彦（よしかわ つねひこ）
演 - 平泉成
官房副長官。由利の上司。
由利菖次郎（ゆり しょうじろう）〈54〉
演 - 鶴見辰吾
匡平の父。
順子の高校時代の担任
演 - 山崎画大
八雲真奈美（やくも まなみ）
演 - 岡まゆみ
雅志の母。もしくは順子の叔母。
泉譲
演 - 赤松新
塾講師。
上野幹太
演 - 岡田優
塾講師。

### スタッフ
- 原作 - 持田あき 『初めて恋をした日に読む話』（集英社マーガレットコミックス刊）[1]
- 脚本 - 吉澤智子
- 音楽 - 出羽良彰、兼松衆
- 主題歌 - back number 『HAPPY BIRTHDAY』（ユニバーサルシグマ）[26]
- 演出 - 福田亮介（TBSスパークル）、吉田健（TBSテレビ）、坂本栄隆
- プロデューサー - 有賀聡（ケイファクトリー）
- 製作 - ケイファクトリー、TBSテレビ

### 放送日程
| 話数                                                                        | 放送日  | サブタイトル                                          | 演出     | 視聴率 |
| --------------------------------------------------------------------------- | ------- | ----------------------------------------------------- | -------- | ------ |
| 第1話                                                                       | 1月15日 | ダメ女塾講師×ピンク頭の高校生!! 恋も受験も崖っぷち    | 福田亮介 | 8.6%   |
| 第2話                                                                       | 1月22日 | しくじり先生の人生講義!! 元ヤン同級生との運命の再会!! | 福田亮介 | 9.0%   |
| 第3話                                                                       | 1月29日 | 好きになったら迷惑ですか? 高校生の告白&バックハグ!!   | 吉田健   | 8.8%   |
| 第4話                                                                       | 2月05日 | 勝負の勉強合宿は大混乱! 二人きりの夜に僕だけのご褒美  | 吉田健   | 7.8%   |
| 第5話                                                                       | 2月12日 | なぜ私のベッドに元ヤンが!? 男たちの仁義なき戦い始まる | 坂本栄隆 | 7.3%   |
| 第6話                                                                       | 2月19日 | 元ヤン純情告白×イトコ怒りの鉄拳×高校生の俺の女宣言    | 福田亮介 | 8.6%   |
| 第7話                                                                       | 2月26日 | 初めて抱きしめた日に読む話…美人講師と高校生争奪戦！   | 坂本栄隆 | 7.8%   |
| 第8話                                                                       | 3月05日 | 俺受験やめる!! 好きな人の幸せのための人生最良の選択！ | 福田亮介 | 8.7%   |
| 第9話                                                                       | 3月12日 | ハッピーバースデー片思いの俺…18歳告白×誠実男のキス    | 吉田健   | 8.8%   |
| 最終話                                                                      | 3月19日 | 嵐の合格発表全ての初恋の大結末! 君と出逢えた奇跡!!    | 福田亮介 | 9.6%   |
| 平均視聴率 8.5%（視聴率はビデオリサーチ調べ、関東地区・世帯・リアルタイム） |         |                                                       |          |        |

### 受賞
- 第100回ザテレビジョンドラマアカデミー賞[29]
  - 主演女優賞：深田恭子
  - 助演男優賞：横浜流星
  - ドラマソング賞：back number『HAPPY BIRTHDAY』
- 東京ドラマアウォード2019[30]
  - 助演男優賞：横浜流星
- 第29回TV LIFE 年間ドラマ大賞2019[31]
  - 新人賞：横浜流星
  - 主演女優賞：深田恭子

### その他
2022年2月に行われ、300人が投票に参加した「横浜流星の出演歴代ドラマ人気ランキング」では、『あなたの番です -反撃編-』や『シロでもクロでもない世界で、パンダは笑う。』らを凌ぎ1位を獲得した。
| TBS系 火曜ドラマ                        | TBS系 火曜ドラマ                                     | TBS系 火曜ドラマ                                     |
| 前番組                                  | 番組名                                               | 次番組                                               |
| --------------------------------------- | ---------------------------------------------------- | ---------------------------------------------------- |
| 中学聖日記 （2018年10月9日 - 12月18日） | 初めて恋をした日に読む話 （2019年1月15日 - 3月19日） | わたし、定時で帰ります。 （2019年4月16日 - 6月25日） |